# WChUTEIN

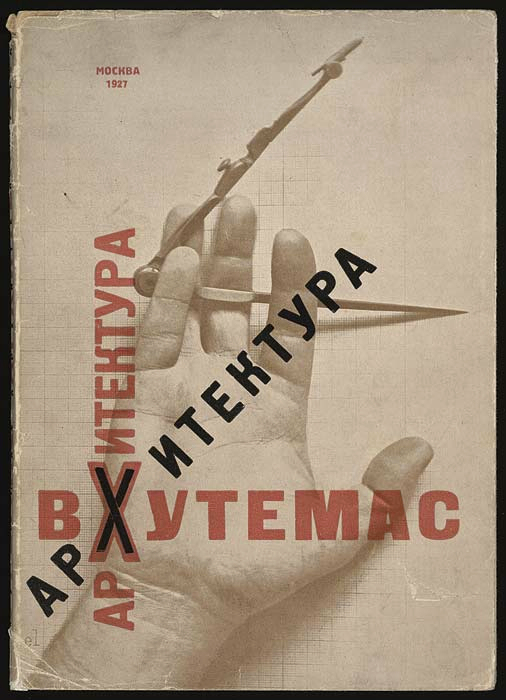
Architektur Wchutemas, Bucheinband von El Lissitzky (1927)

WChUTEIN (zu Deutsch: Höheres Künstlerisch-Technisches Institut; russisch ВХУТЕИН, Langform: Высший художественно-технический институт Wysschi chudoschestwenno-technitschestki institut) waren zwei staatliche Kunsthochschulen in Moskau und Leningrad.
Die Moskauer Hochschule entstand aus den „Höheren Künstlerisch-Technischen Werkstätten“ („WChUTEMAS“), die am 4. März 1927 in „WChUTEIN“ umbenannt wurde.
Die Leningrader Hochschule entstand 1922. Die Moskauer Version des Instituts für Kunsterziehung wurde am 19. Dezember 1920 gegründet. Beide Hochschulen wurden 1930 geschlossen.
Anstelle der Moskauer Hochschule entstanden zwei neue: das Moskauer Architektur-Institut („MArchI“) und das Moskauer Staatliche Akademische Künstlerische Institut.
Anstelle der Leningrader Hochschule entstand das Institut Proletarischer Darstellender Künste, das 1932 in Institut der Malerei, Skulptur und Architektur umbenannt wurde.